# Clare (wyspa)
Clare (ang. Clare Island, irl. Oileán Chliara) – wyspa u zachodniego wybrzeża Irlandii, położona na Oceanie Atlantyckim, u wejścia do zatoki Clew, administracyjnie część irlandzkiego hrabstwa Mayo. Powierzchnia wyspy wynosi około 16 km², a liczba ludności – 159 (2016 r.).
Krajobraz wyspy zdominowany jest przez kwarcytowe wzgórze Knockmore (462 m n.p.m.), stromo opadające ku morzu, w jej północno-zachodniej części.
Na wyspie znajduje się opactwo cysterskie z XII wieku, zamek (w XVI wieku baza wypadowa piratki Grace O'Malley) oraz latarnia morska z XIX wieku.